# Association d'affaires Canada-Russie-Eurasie
L'AACRE est une association d'affaires sans but lucratif cherchant à promouvoir et soutenir le commerce, l'investissement et les bonnes relations entre le Canada, la Russie et l'Eurasie.
Les marchés visés sont : la Russie, le Kazakhstan et l'Ukraine.
Les secteurs visés sont : l'énergie, les mines, la construction, l'agriculture, l'éducation, les législations et la taxation.
- En français: AACRE - Association d'affaires Canada Russie Eurasie ;
- En anglais: CERBA - Canada Eurasia Russia Business Association ;
- En russe: КДАРЕ - Канадская деловая ассоциация в России и Евразии.

L'AACRE a des bureaux à Moscou, Toronto, Montréal et Calgary, ainsi que des chapitres locaux (« chapters ») dans quelques autres villes comme Edmonton et Winnipeg.